# Kutuzivka, Tokmak
Kutuzivka (în ucraineană Кутузівка, în germană Petershagen) este un sat în comuna Jovtneve din raionul Tokmak, regiunea Zaporijjea, Ucraina. Satul a fost locuit de germanii pontici.   

## Demografie
Componența lingvistică a localității Kutuzivka
     Ucraineană (89,93%)
     Rusă (8,6%)
     Germană (1,23%)
     Alte limbi (0,24%)
Conform recensământului din 2001, majoritatea populației localității Kutuzivka era vorbitoare de ucraineană (89,93%), existând în minoritate și vorbitori de rusă (8,6%) și germană (1,23%).